# ابریم
ابریم (به عربی: جبال عباریم) یک رشته‌کوه در اردن است. ابریم ۷۱۰ متر بالاتر از سطح دریا واقع شده‌است.